# Hits Volume 1 (The Piano Guys)
Hits Volume 1 (por vezes referido como YouTube Hits Vol. 1) é o álbum de estréia do grupo musical americano The Piano Guys. Foi auto-lançado em dezembro de 2011 como um meio para distribuir gravações de áudio de alta qualidade de seus vídeos mais populares no YouTube na época. Muitas das canções já foram re-lançadas em The Piano Guys e The Piano Guys 2.
As duas últimas faixas foram listadas como disponíveis apenas na Edição Limitada do Fundador, mas o seguinte registro do negócio do grupo com a Sony Masterworks, não obteve nenhuma outra versão do álbum que foi lançado.

## Faixas
1. Michael Meets Mozart
2. Moonlight
3. Without You
4. The Cello Song
5. Rolling in the Deep
6. Cello Wars (John Williams
7. O Fortuna
8. Bring Him Home
9. Charlie Brown Medley
10. Rock Meets Rachmaninoff
11. All of Me

### Faixas bônus
1. More Than Words
2. Twinkle Lullaby